# Obi Igbokwe
Obi Igbokwe (Houston, 28 gennaio 1997) è un velocista statunitense, campione mondiale della staffetta 4×400 metri mista a Doha 2019.

## Palmarès
| Anno | Manifestazione   | Sede    | Evento        | Risultato | Prestazione | Note  |
| ---- | ---------------- | ------- | ------------- | --------- | ----------- | ----- |
| 2018 | Campionati NACAC | Toronto | 4×400 m       | Oro       | 3'00"60     |       |
| 2019 | Mondiali         | Doha    | 4×400 m mista | Oro       | 3'09"34     | [ 2 ] |